# Vivir sin aire Tour
El «vivir sin aire tour» será la próxima y decimotercera gira musical de la banda mexicana de rock pop Maná, quienes la nombran tras su célebre canción del mismo nombre, misma que pertenece al álbum ¿Dónde jugarán los niños?Iniciará oficialmente el próximo 13 de junio de 2025 en Santa Cruz de Tenerife, España con una serie de conciertos en diversos festivales.

## Antecedentes
El 27 de febrero de 2025, se anunció la gira exclusiva de 6 conciertos de la agrupación por España,esto en vísperas del anuncio de su posible inclusión en el Salón de la Fama del Rock & Roll

## Fechas
| N.°               | Fecha                    | Ciudad                 | País           | Recinto                  | Observaciones                                  | Ref.   |
| Europa            | Europa                   | Europa                 | Europa         | Europa                   | Europa                                         | Europa |
| ----------------- | ------------------------ | ---------------------- | -------------- | ------------------------ | ---------------------------------------------- | ------ |
| 1                 | 13 de junio de 2025      | Santa Cruz de Tenerife | España         | Puerto de Santa Cruz     | Parte del festival tenerife music festival.    | [ 5 ]  |
| 2                 | 14 de junio de 2025      | Arrecife               | España         | Por determinar           | Parte del festival Lava Live Festival.         | [ 6 ]  |
| 3                 | 20 de junio de 2025      | Málaga                 | España         | Marenostrum Fuengirola   | Parte del festival Marenostrum Fuengirola      | [ 7 ]  |
| 4                 | 22 de junio de 2025      | Sevilla                | España         | Plaza de España          | Parte del festival Icónica Sevilla Fest 2025   | [ 8 ]  |
| 5                 | 28 de junio de 2025      | Alicante               | España         | Por determinar           | Parte del festival Área 12                     | [ 9 ]  |
| 6                 | 5 de julio de 2025       | Santiago de Compostela | España         | Por determinar           | Parte del festival O Gozo                      | [ 10 ] |
| América del Norte |                          |                        |                |                          |                                                |        |
| 7                 | 5 de septiembre de 2025  | San Antonio            | Estados Unidos | Frost Bank Center        |                                                |        |
| 8                 | 6 de septiembre de 2025  | San Antonio            | Estados Unidos | Frost Bank Center        |                                                |        |
| 9                 | 10 de septiembre de 2025 | Denver                 | Estados Unidos | Red Rocks Amphitheatre   |                                                |        |
| 10                | 11 de septiembre de 2025 | Denver                 | Estados Unidos | Red Rocks Amphitheatre   |                                                |        |
| 11                | 19 de septiembre de 2025 | San Luis               | Estados Unidos | Enterprise Center        |                                                |        |
| 12                | 20 de septiembre de 2025 | Nashville              | Estados Unidos | Bridgestone Arena        |                                                |        |
| 13                | 26 de septiembre de 2025 | Chicago                | Estados Unidos | United Center            |                                                |        |
| 14                | 27 de septiembre de 2025 | Chicago                | Estados Unidos | United Center            |                                                |        |
| 15                | 3 de octubre de 2025     | Montreal               | Canadá         | Centre Bell              |                                                |        |
| 16                | 4 de octubre de 2025     | Toronto                | Canadá         | Scotiabank Arena         |                                                |        |
| 17                | 10 de octubre de 2025    | Boston                 | Estados Unidos | TD Garden                |                                                |        |
| 18                | 11 de octubre de 2025    | Baltimore              | Estados Unidos | CFG Bank Arena           |                                                |        |
| 19                | 1 de noviembre de 2025   | Dallas                 | Estados Unidos | American Airlines Center |                                                |        |
| 20                | 2 de noviembre de 2025   | Dallas                 | Estados Unidos | American Airlines Center |                                                |        |
| 21                | 7 de noviembre de 2025   | Phoenix                | Estados Unidos | PHX Arena                |                                                |        |
| 22                | 8 de noviembre de 2025   | Phoenix                | Estados Unidos | PHX Arena                |                                                |        |
| 23                | 14 de noviembre de 2025  | Los Ángeles            | Estados Unidos | KIA forum                | Forma parte de la residencia de la agrupación. |        |
| 24                | 15 de noviembre de 2025  | Los Ángeles            | Estados Unidos | KIA forum                | Forma parte de la residencia de la agrupación. |        |
| 25                | 21 de noviembre de 2025  | Los Ángeles            | Estados Unidos | KIA forum                | Forma parte de la residencia de la agrupación. |        |
| 26                | 22 de noviembre de 2025  | Los Ángeles            | Estados Unidos | KIA forum                | Forma parte de la residencia de la agrupación. |        |
| 27                | 28 de noviembre de 2025  | Fresno                 | Estados Unidos | Save Mart Center         |                                                |        |
| 28                | 29 de noviembre de 2025  | Los Ángeles            | Estados Unidos | KIA forum                | Forma parte de la residencia de la agrupación  |        |
| 29                | 5 de diciembre de 2025   | San José               | Estados Unidos | SAP Center               |                                                |        |
| 30                | 6 de diciembre de 2025   | San José               | Estados Unidos | SAP Center               |                                                |        |
| 31                | 21 de febrero de 2026    | Detroit                | Estados Unidos | Little Caesars Arena     |                                                |        |
| 32                | 27 de febrero de 2026    | Elmont                 | Estados Unidos | UBS Arena                |                                                |        |
| 33                | 28 de febrero de 2026    | Brooklyn               | Estados Unidos | Barclays Center          |                                                |        |
| 34                | 7 de marzo de 2026       | Filadelfia             | Estados Unidos | Wells Fargo Center       |                                                |        |
| 35                | 20 de marzo de 2026      | Orlando                | Estados Unidos | Kia Center               |                                                |        |
| 36                | 27 de marzo de 2026      | Miami                  | Estados Unidos | Kaseya Center            |                                                |        |
| 37                | 28 de marzo de 2026      | Miami                  | Estados Unidos | Kaseya Center            |                                                |        |
| 38                | 3 de abril de 2026       | Atlanta                | Estados Unidos | State Farm Arena         |                                                |        |
| 39                | 4 de abril de 2026       | Greensboro             | Estados Unidos | First Horizon Coliseum   |                                                |        |